# Gyostega indentata
Gyostega indentata är en fjärilsart som beskrevs av W. Warren 1909. Gyostega indentata ingår i släktet Gyostega och familjen mätare. Inga underarter finns listade i Catalogue of Life.